# Fallicambarus uhleri
Fallicambarus uhleri är en kräftdjursart som först beskrevs av Faxon 1884.  Fallicambarus uhleri ingår i släktet Fallicambarus och familjen Cambaridae. Inga underarter finns listade i Catalogue of Life.